# 広島経済大学
広島経済大学（ひろしまけいざいだいがく、英語: Hiroshima University of Economics）は、広島県広島市安佐南区祇園5-37-1に本部を置く日本の私立大学。1967年創立、1967年大学設置。大学の略称は広経大。

## 概要
略称は経大あるいは経済大がよく使われるが、全国の他の「経済大学」と区別するため、広経（ひろけい）、広経大と呼ばれる。また、大学の門や学生証などには英字表記の頭文字であるHUEが用いられている。創立以来、約一世紀に渡り「Be Student-oriented」（すべては学生のために）の精神の下、「学生本位の大学」を追求。
また、「ゼロから立ち上げる」興動人、すなわち斬新な発想と旺盛なチャレンジ精神、そして仲間と協働して物事を完遂する力を備えた人材の育成を目的に、独自の「興動館教育プログラム」を採用。さまざまな経験と実践を重ねる中で実社会の即戦力となりうる人材の育成を目標にしている。
設置母体は学校法人石田学園。同学園は現在の広島山陽学園山陽高等学校の前身である旧制山陽中学校・商業学校を嚆矢とし、同校を母体に広島に高等商業学校開設の準備を進めていたが、第二次世界大戦開戦及び広島への原爆投下により断念した経緯を持つ（原爆投下により学園の校舎は全焼し、教職員、生徒の犠牲及び不明者を多数出す）。
経済学部のみの単科大学であったが、2019年、経営学部・メディアビジネス学部を開設。
下祇園駅から徒歩3分程度のところ及び三菱重工寮跡地の学生駐車場から本学専用の無料スクールバスが通っている。また、2006年度からは、興動館経由の大町駅行きのスクールバスも開通した。

## キャンパス

### 祇園キャンパス
- 祇園キャンパス（広島市安佐南区祇園5-37-1）
  - JR可部線 下祇園駅よりスクールバスにてアクセスする。（下祇園駅の乗降場より約5分・徒歩20分）
  - アストラムライン・JR可部線 大町駅よりスクールバスにてアクセスする。（大町駅バス停より約15分）[1]
- 興動館（広島市安佐南区祇園5-1-27）

### 立町キャンパス
- 立町キャンパス（広島市中区立町2-25）
  - 広島電鉄立町停留場より徒歩2分

### その他の施設
- 宮島セミナーハウス成風館（廿日市市宮島町1175）

## 学部
- 経済学部（経済学科）
- 経営学部（経営学科・スポーツ経営学科）
- メディアビジネス学部（ビジネス情報学科・メディアビジネス学科）

## 大学院
- 経済学研究科
  - 経済学専攻
    - 博士課程前期課程
      - 研究者養成コース
      - 経済学専修コース

    - 博士課程後期課程
      - 研究者養成コース

## 学生生活

### 学園祭
大学祭の名称は「経大祭」で、例年10月中旬に実施される。また、例年10月下旬から11月上旬にかけて、祇園キャンパス興動館で「祇園・興動祭」を実施している。

### クラブ・サークル活動
スポーツ
- 硬式野球部 - 広島六大学野球連盟に所属し、歴代2位となる通算30回の優勝を数える。全日本大学選手権（最高：ベスト8）、明治神宮大会にも出場（2024年現在）。OBに小林宏投手、平松一宏投手、柳田悠岐らがいる。
- 陸上競技部 - 駅伝・長距離走では全日本大学駅伝対校選手権にこれまで幾度となく連続出場し、並み居る関東の強豪のなかでこれまで7位（1994年第26回大会）がベスト記録である。

## 広島経済大学の人物一覧

### 野球
- 小林宏（元プロ野球・東北楽天ゴールデンイーグルス投手）
- 倉本慎也（元プロ野球・近鉄バファローズ捕手）
- 平松一宏（元プロ野球・読売ジャイアンツ、中日ドラゴンズ投手）
- 柳田悠岐（プロ野球選手・福岡ソフトバンクホークス外野手）
- 尾仲祐哉（元プロ野球・横浜DeNAベイスターズ→阪神タイガース→東京ヤクルトスワローズ投手）
- 寺本聖一（プロ野球選手・オリックス・バファローズ外野手）

### サッカー
- 荒木亮次（元サッカー選手）

### 格闘
- 中広大悟（プロボクサー）
- 島本雄二（空手家）

### 芸能
- YASS（ロックバンドLORANヴォーカル、シンガーソングライター）
- HIPPY（シンガーソングライター）※中退
- 渕上里奈（歌手・シンガーソングライター、MMJサブリーダー）
- 土佐正道（明和電機）※中退
- 内田貴光（プロマジシャン）
- 古島拓大（お笑い芸人コンビ「フロントライン」つっこみ担当）

### その他
- 五島聡（経営者）
- 冨岡大地（バスケットボール選手）

## 教員
- 中村克洋
- 蔭山武人
- 藤口光紀

## ゆかりの著名人
- 鈴木重靖 - 広島経済大学名誉教授
- 石川よしひろ - 歌手、イメージソング「名前のない夢」を歌唱

## 放送送信施設
- 当大学メディア情報センター内には、コミュニティ放送局であるFMハムスターの送信所が置かれている。

| 放送局名     | コールサイン | 周波数  | 空中線電力 | ERP | 放送対象地域   | 放送区域内世帯数 | 開局日        | 置局住所                       |
| ------------ | ------------ | ------- | ---------- | --- | -------------- | ---------------- | ------------- | ------------------------------ |
| FMハムスター | JOZZ8AQ-FM   | 79.0MHz | 20W        | 30W | 安佐南区の一部 | -                | 2009年5月11日 | 広島市安佐南区祇園5丁目37番1号 |